# Гудаченко Олександр Сергійович
Олекса́ндр Сергі́йович Гудаче́нко — солдат Збройних сил України.
28 вересня 2014-го у складі 93-ї бригади брав участь у бою за Донецький аеропорт.

## Нагороди
21 жовтня 2014 року — за особисту мужність і героїзм, виявлені у захисті державного суверенітету та територіальної цілісності України, вірність військовій присязі під час російсько-української війни, відзначений — нагороджений орденом «За мужність» III ступеня.